# Liste der Wappen im Land Salzburg

Lage in Österreich
Das Landeswappen
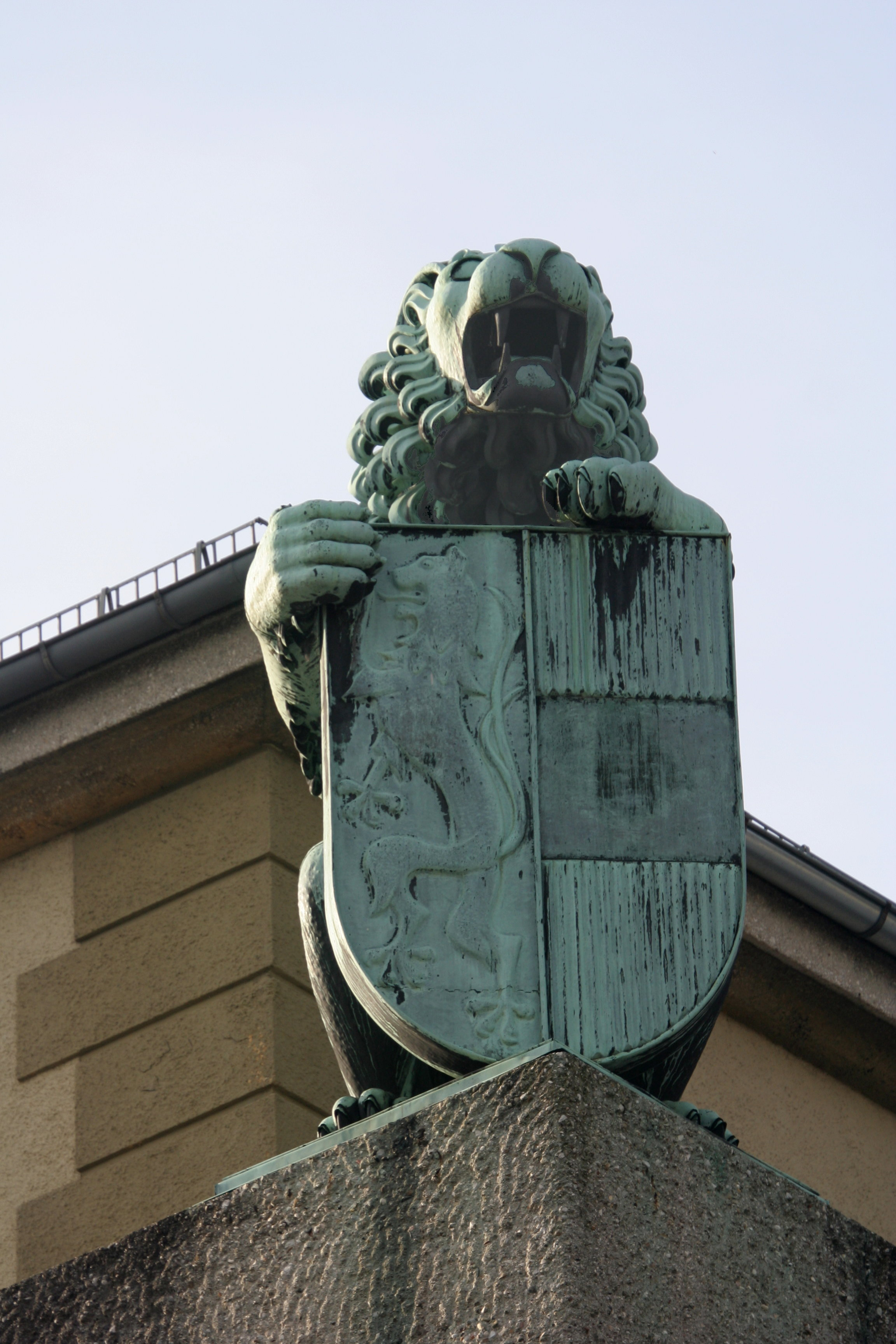
Kupferwappen
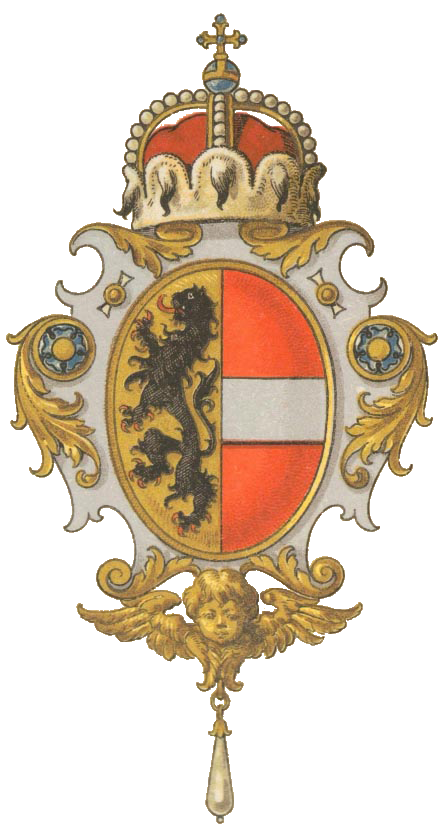
Wappen des Herzogtums Salzburg

## Bezirk Hallein

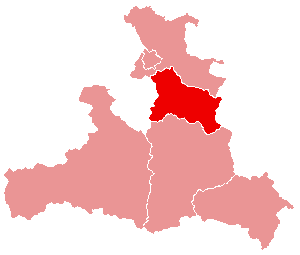
Lage in Salzburg
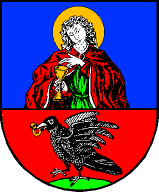
Golling an der Salzach
Hallein
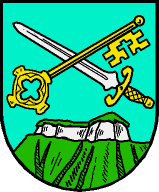
Krispl
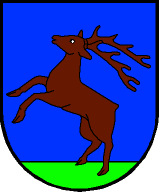
Kuchl
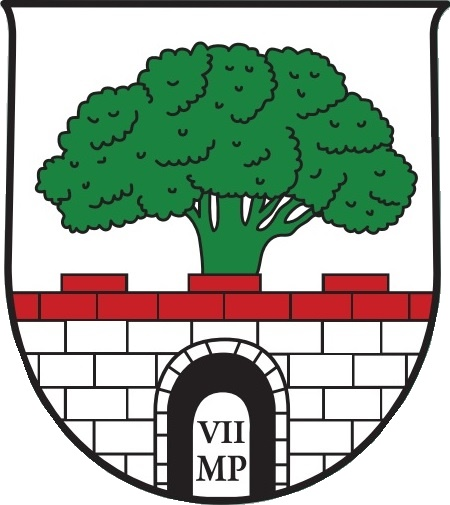
Puch bei Hallein
Oberalm
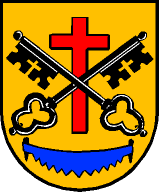
Rußbach am Paß Gschütt
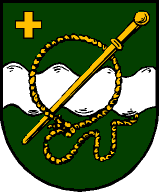
Sankt Koloman
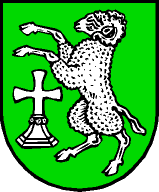
Scheffau am Tennengebirge

## LandeshauptstadtSalzburg

Salzburg

## Bezirk Salzburg-Umgebung

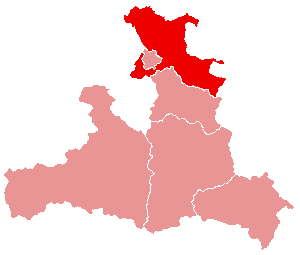
Lage in Salzburg
Anif
Anthering
Bergheim
Berndorf bei Salzburg
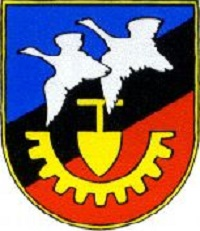
Bürmoos
Dorfbeuern
Ebenau
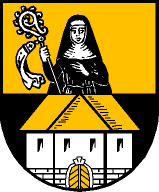
Elixhausen
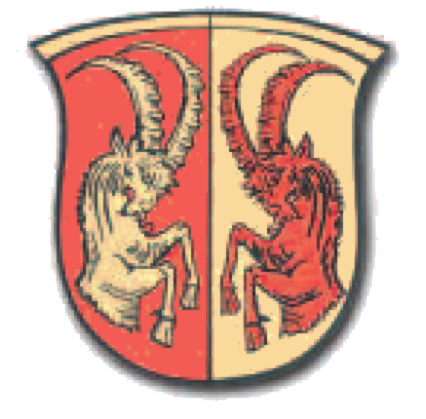
Elsbethen
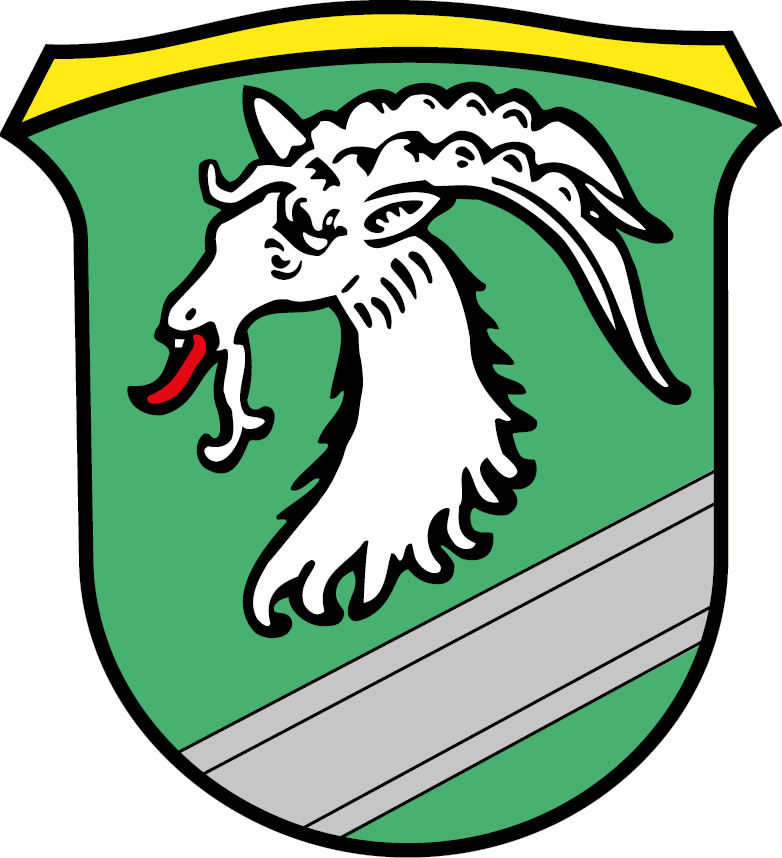
Eugendorf
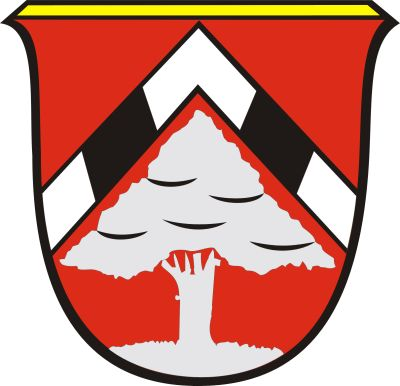
Faistenau
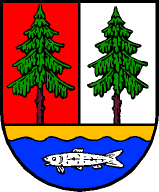
Fuschl am See
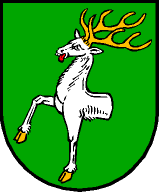
Göming
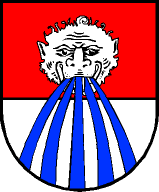
Grödig
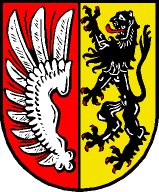
Großgmain
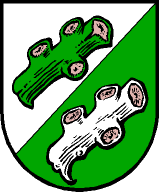
Hallwang
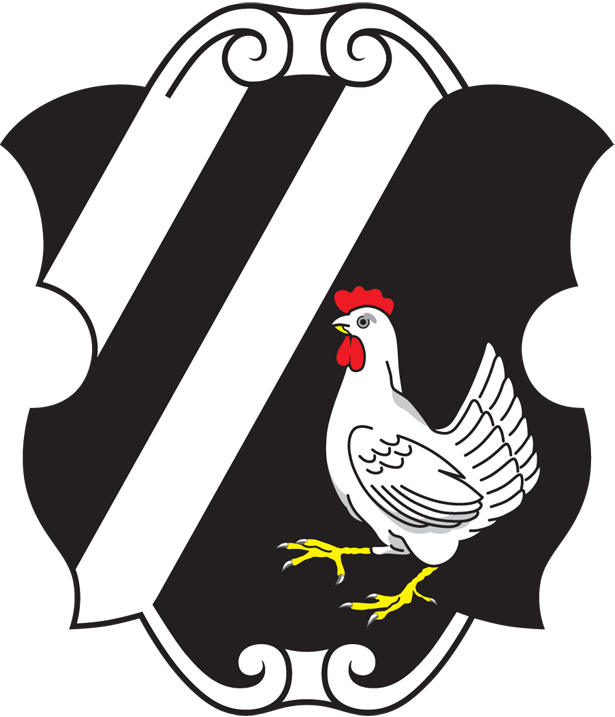
Henndorf am Wallersee
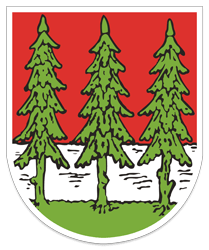
Hintersee
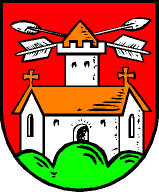
Hof bei Salzburg
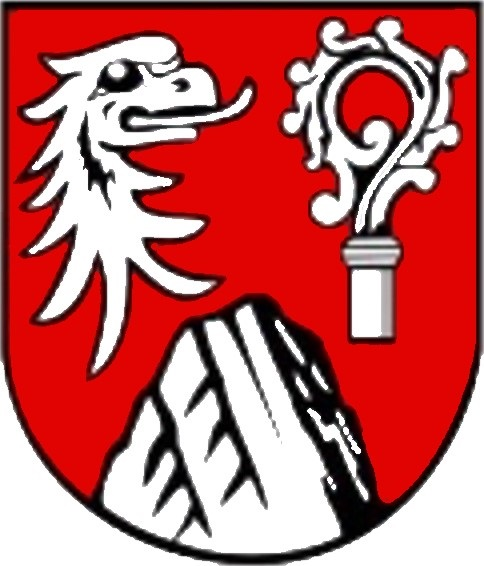
Koppl
Köstendorf
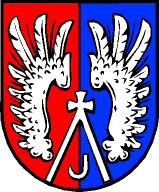
Lamprechtshausen
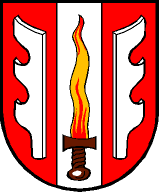
Mattsee
Neumarkt am Wallersee
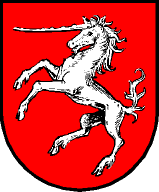
Nußdorf am Haunsberg
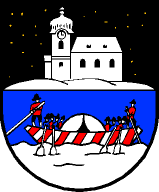
Oberndorf bei Salzburg
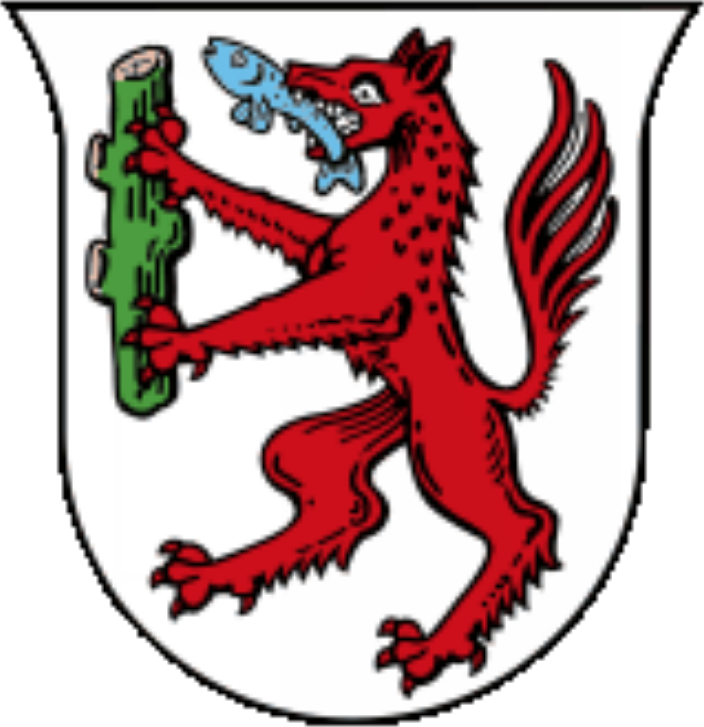
Obertrum
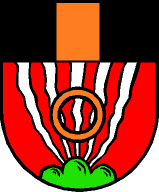
Plainfeld
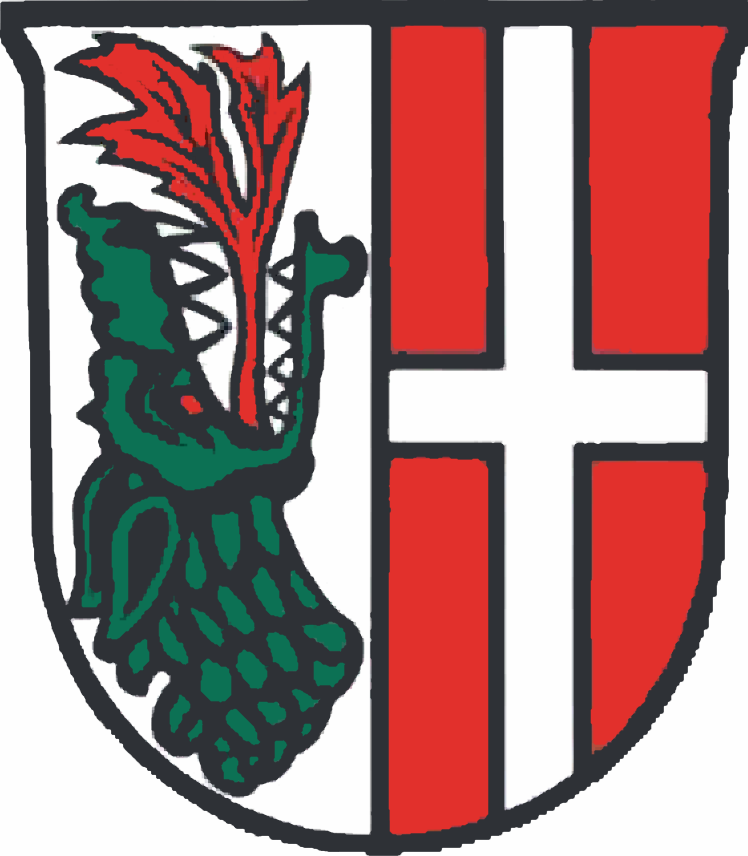
Sankt Georgen bei Salzburg
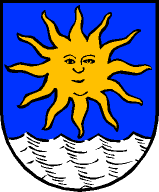
Sankt Gilgen
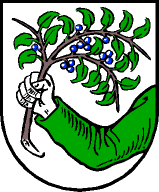
Schleedorf
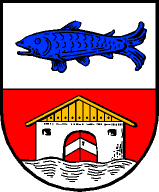
Seeham
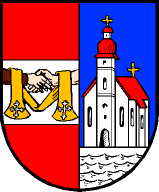
Seekirchen am Wallersee
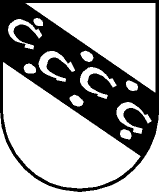
Straßwalchen
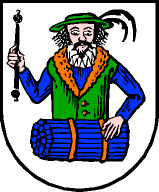
Strobl
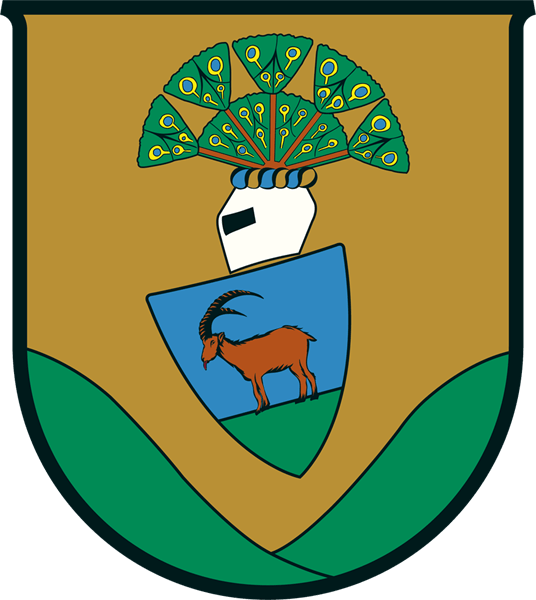
Thalgau
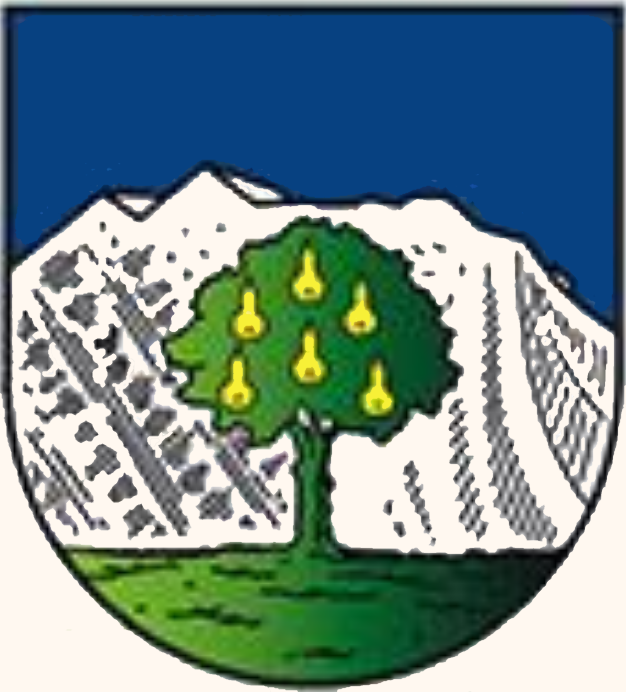
Wals-Siezenheim

## Bezirk Sankt Johann im Pongau

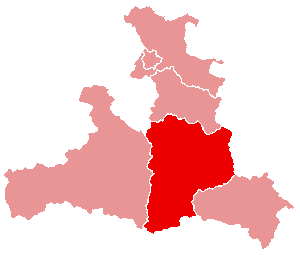
Lage in Salzburg
Altenmarkt im Pongau
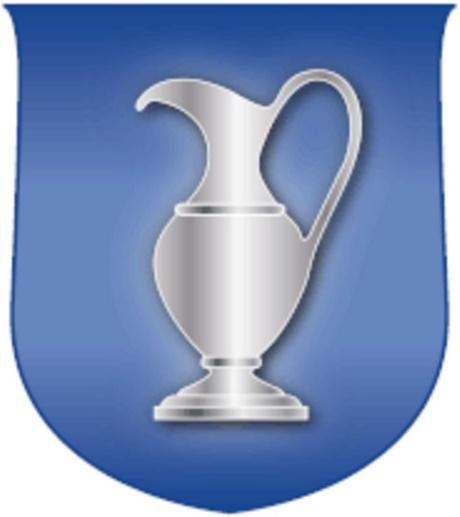
Bad Gastein
Bad Hofgastein
Bischofshofen
Dorfgastein
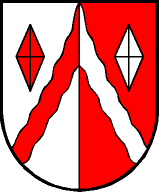
Eben im Pongau
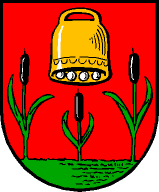
Filzmoos
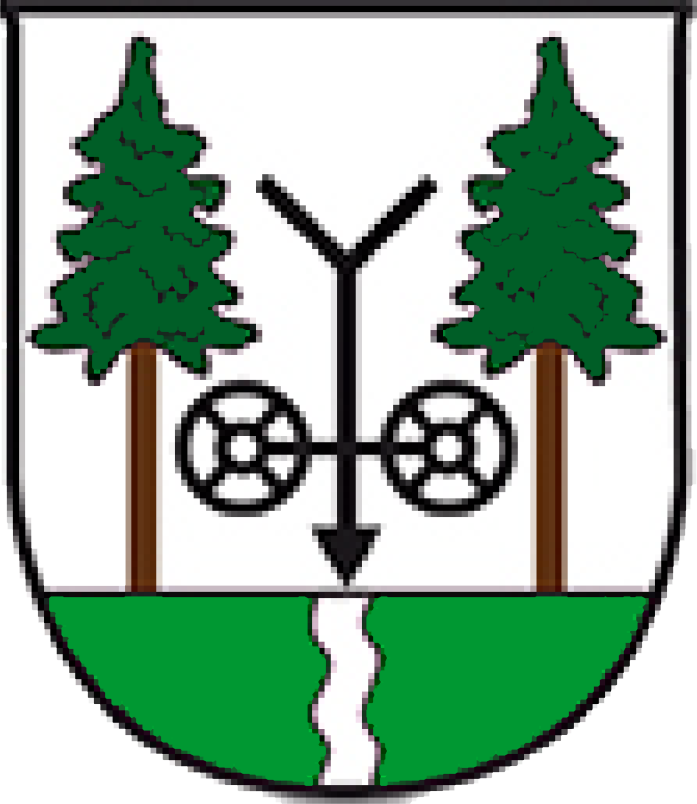
Flachau
Forstau
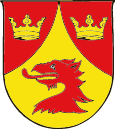
Goldegg im Pongau
Großarl
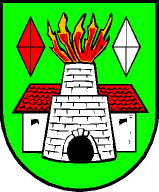
Hüttau
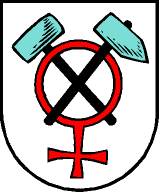
Hüttschlag
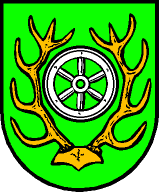
Kleinarl
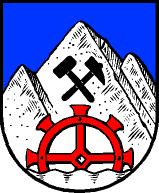
Mühlbach am Hochkönig
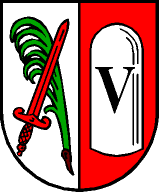
Pfarrwerfen
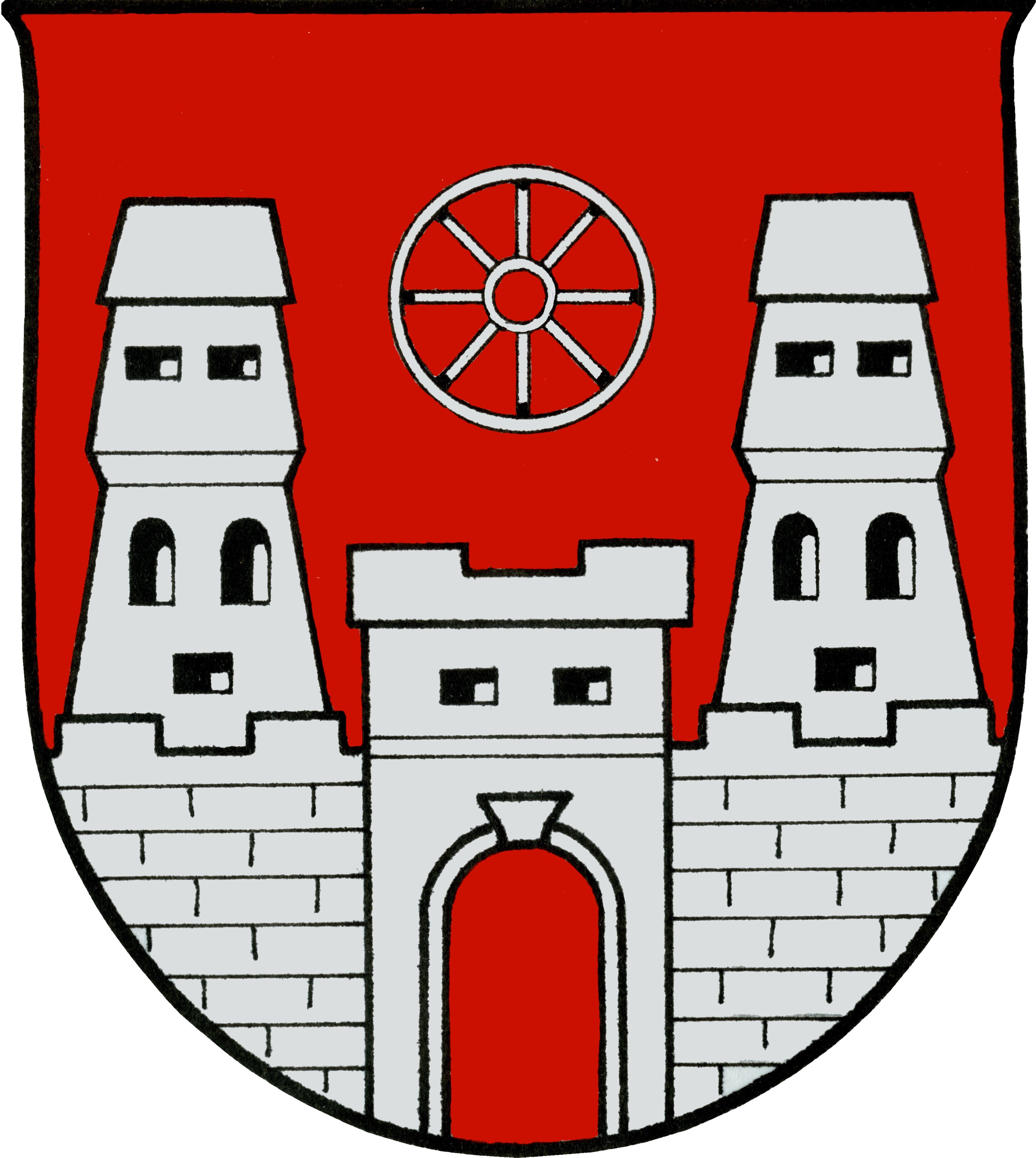
Radstadt
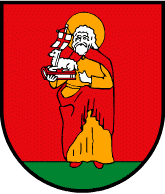
Sankt Johann im Pongau
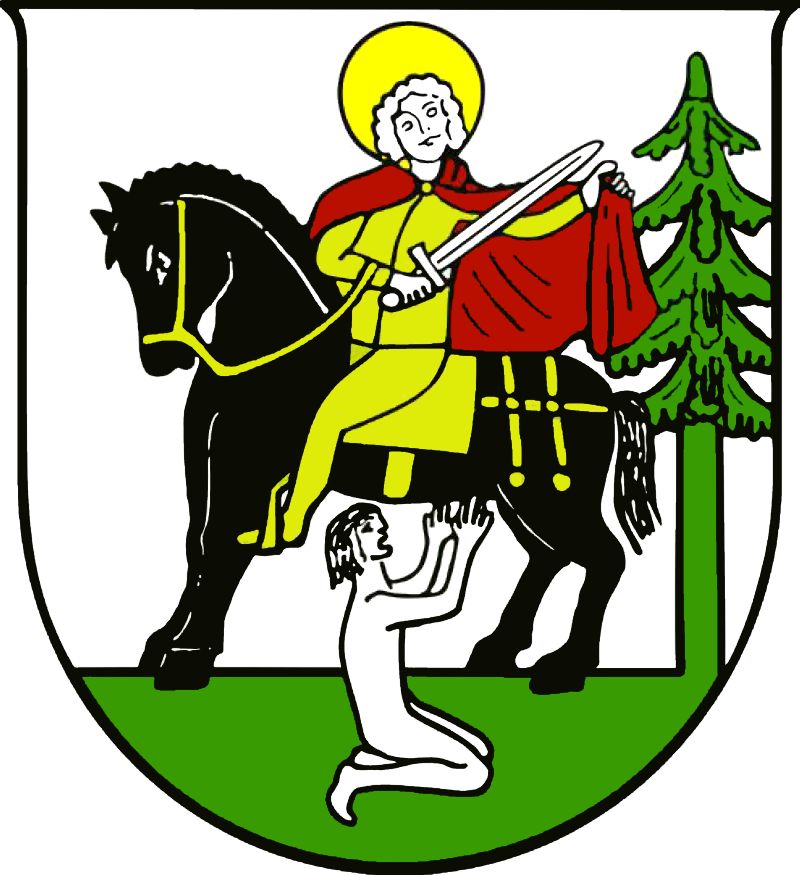
Sankt Martin am Tennengebirge
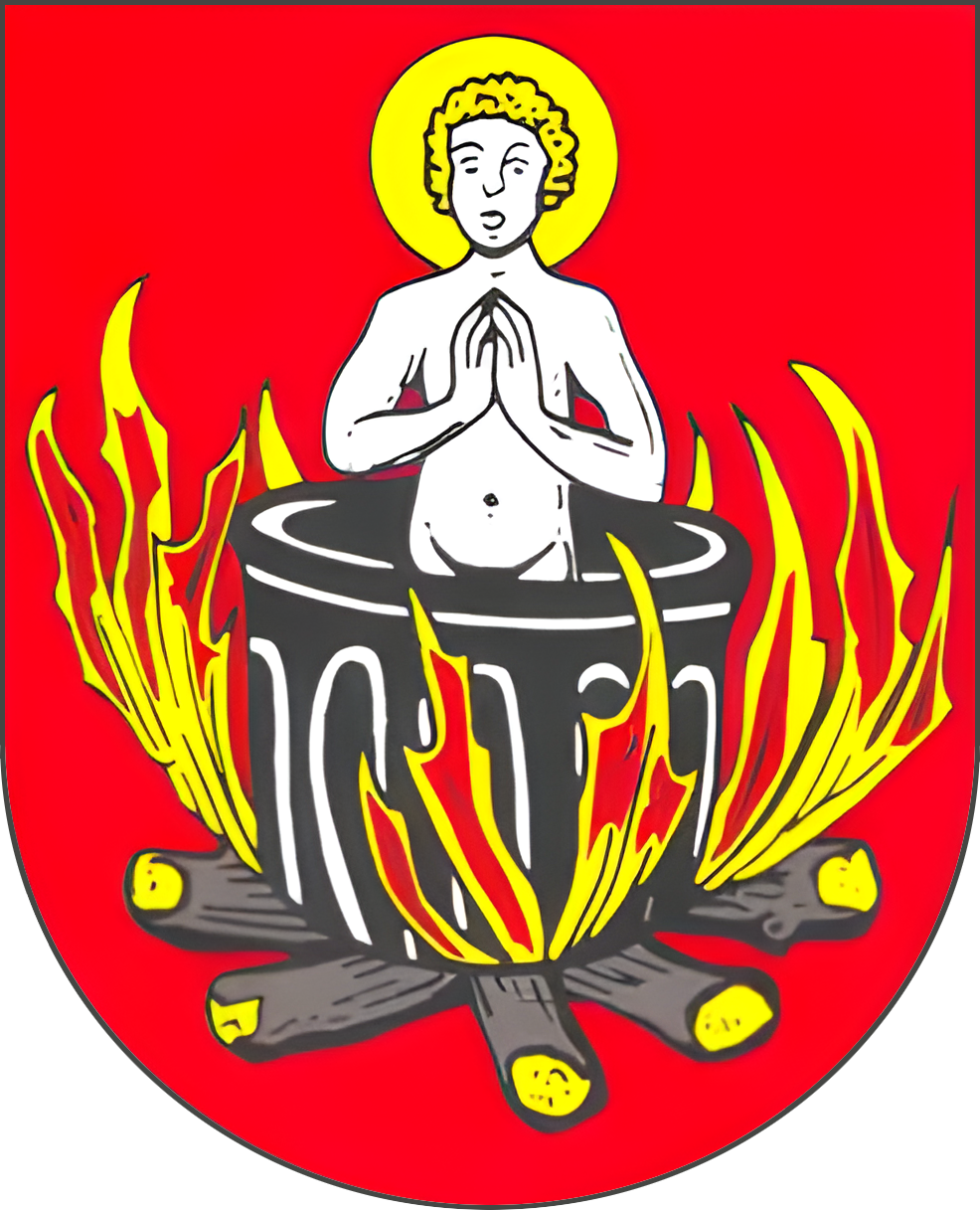
Sankt Veit im Pongau
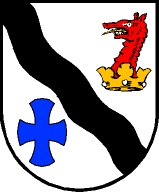
Schwarzach im Pongau
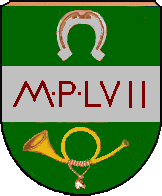
Untertauern
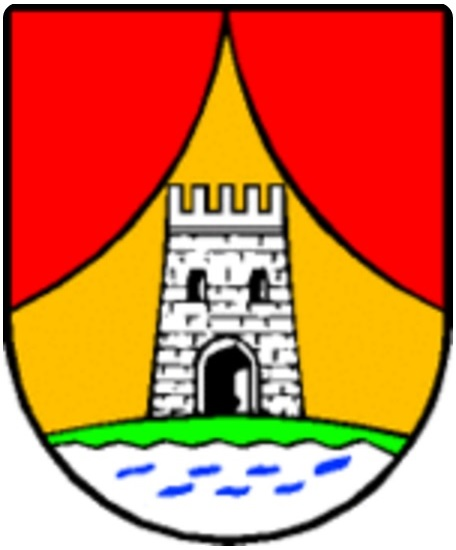
Wagrain
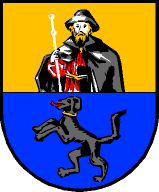
Werfen
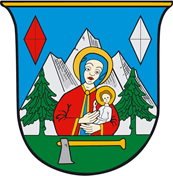
Werfenweng

## Bezirk Tamsweg

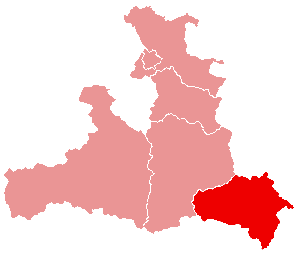
Lage in Salzburg
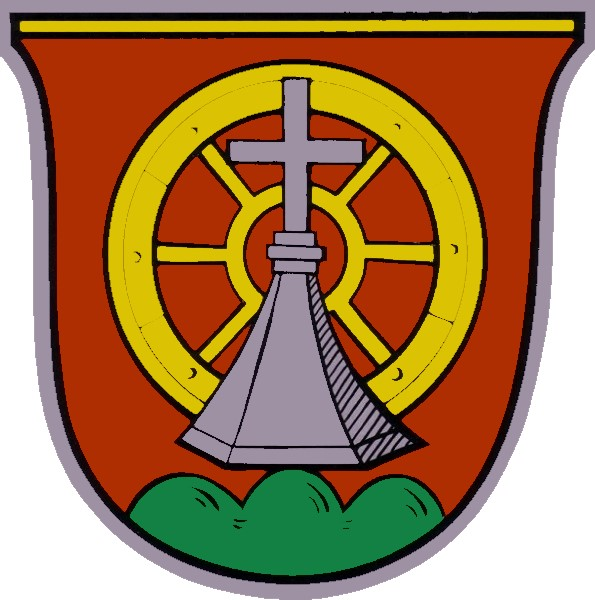
Göriach
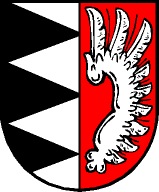
Lessach
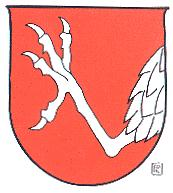
Mariapfarr
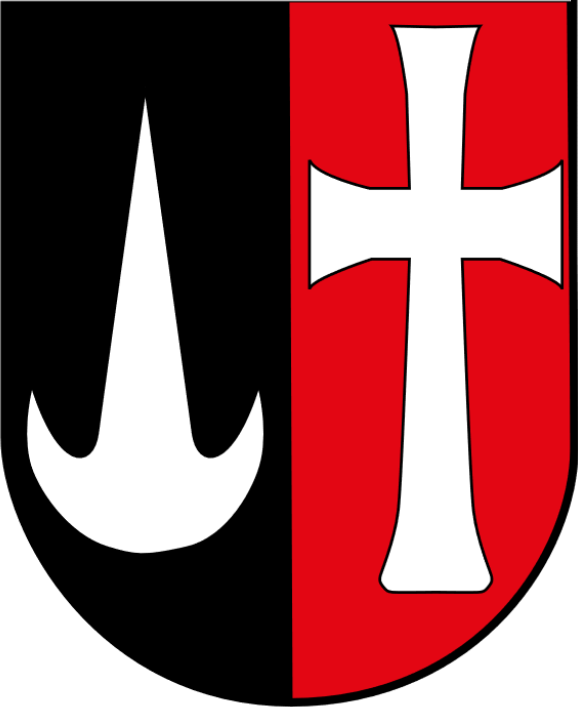
Mauterndorf
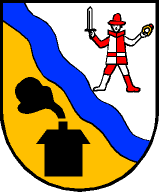
Muhr
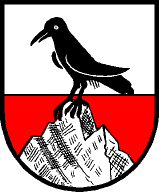
Ramingstein
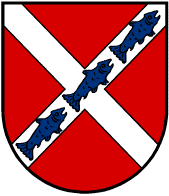
Sankt Andrä im Lungau
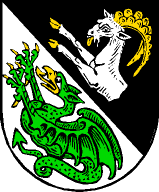
Sankt Margarethen im Lungau
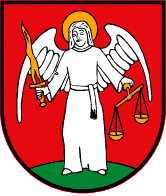
Sankt Michael im Lungau
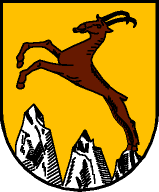
Tamsweg
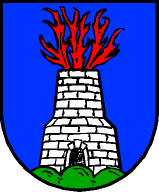
Thomatal
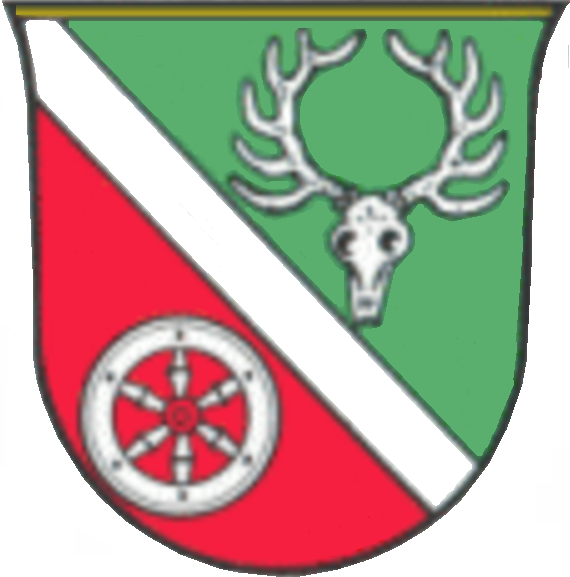
Tweng
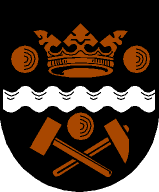
Unternberg
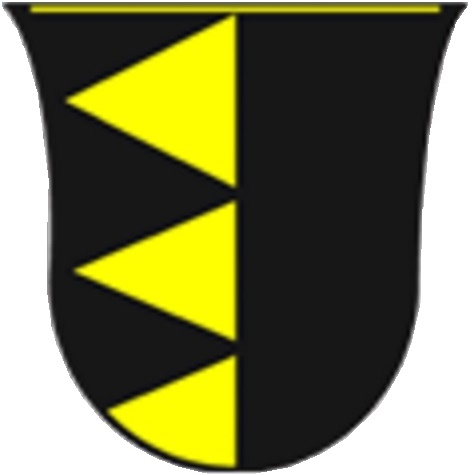
Weißpriach
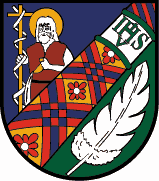
Zederhaus

## Bezirk Zell am See

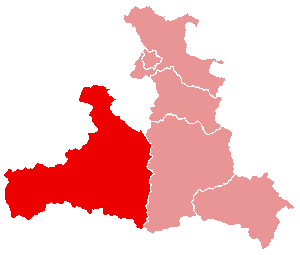
Lage in Salzburg
Bramberg am Wildkogel
Bruck an der Großglocknerstraße
Dienten am Hochkönig
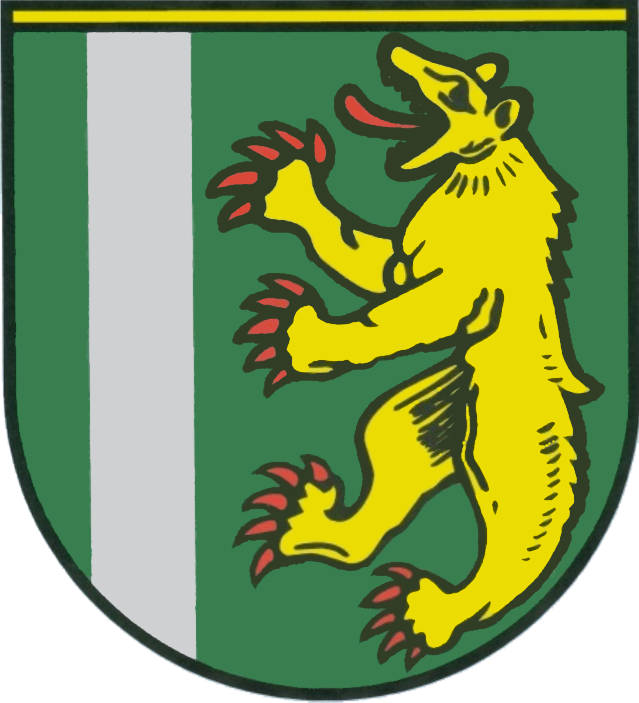
Fusch an der Großglocknerstraße
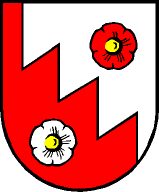
Hollersbach im Pinzgau
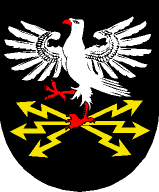
Kaprun
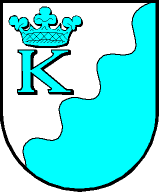
Krimml
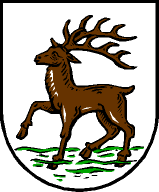
Lend
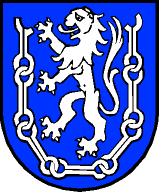
Leogang
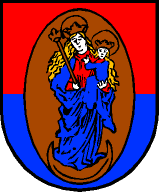
Lofer
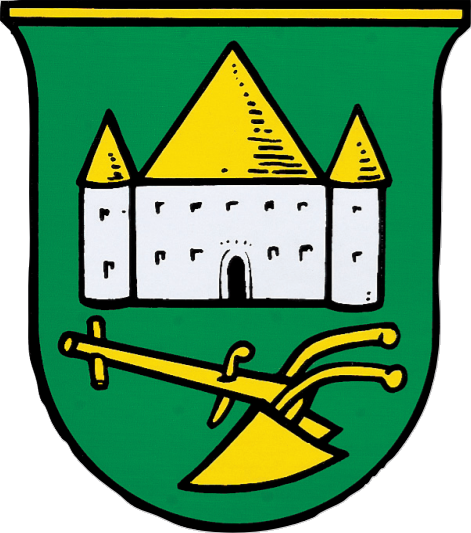
Maishofen
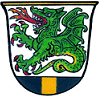
Maria Alm
Mittersill
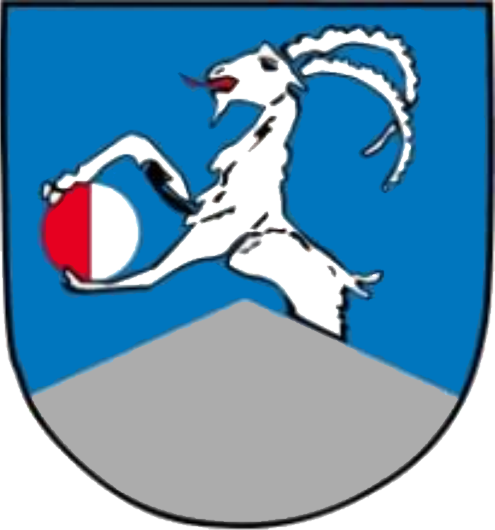
Neukirchen am Großvenediger
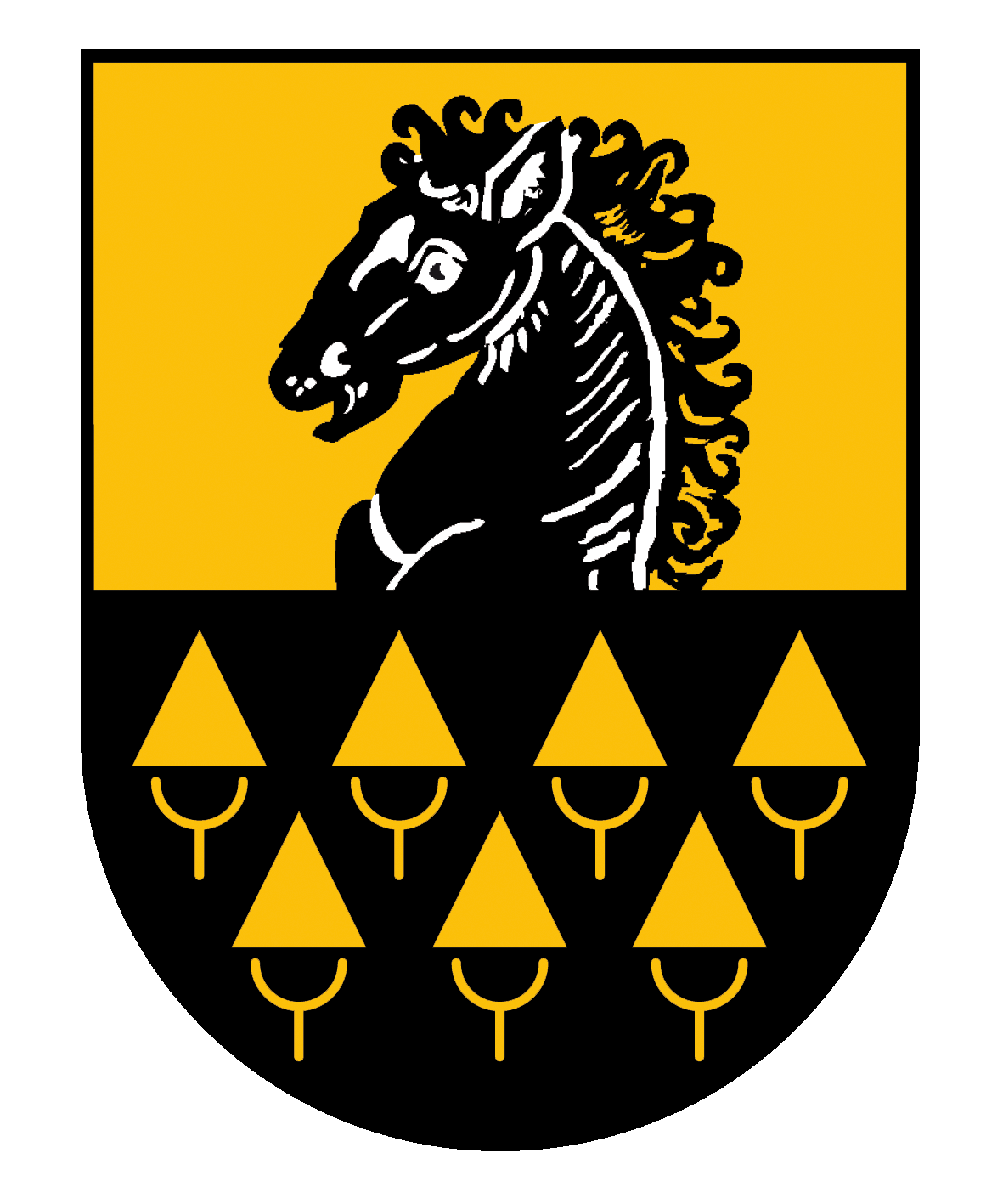
Niedernsill
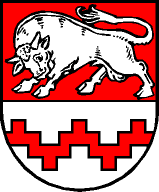
Piesendorf
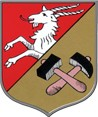
Rauris
Saalbach-Hinterglemm
Saalfelden
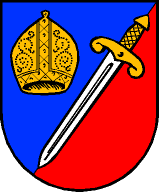
Sankt Martin bei Lofer
Stuhlfelden
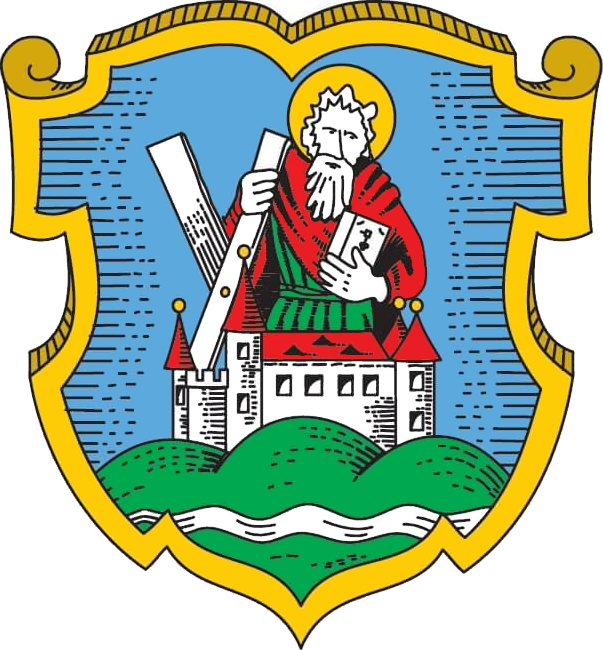
Taxenbach
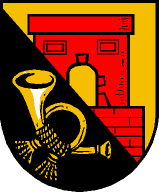
Unken
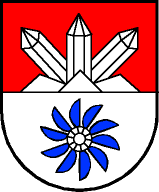
Uttendorf
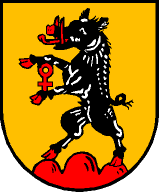
Viehhofen
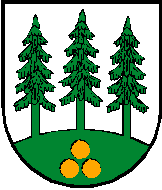
Wald im Pinzgau
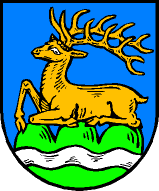
Weißbach bei Lofer
Zell am See